# 聖皮埃爾之戰
聖皮埃爾之戰（英語：Battle of Saint-Pierre），是美國獨立戰爭期間叛軍民兵與效忠派民兵的一場軍事衝突，發生於魁北克圍城戰末期。
1775年12月31日，大陸軍嘗試攻取魁北克市，遭逢慘敗。不過，班奈狄克·阿諾德繼續下令大陸軍圍城，而魁北克省總督蓋伊·卡爾頓也沒有出城攻擊。由於雙方都沒有把握擊倒對，故此轉而向當地居民招手，編組更多民兵入列。1776年3月25日，雙方民兵在聖皮埃爾爆發小型衝突，叛軍一方獲勝。戰事對於叛軍遠征加拿大的敗局沒有影響。